# Даань (Байчэн)
Даа́нь (кит. упр. 大安, пиньинь Dà'ān) — городской уезд городского округа Байчэн провинции Гирин (КНР). Название образовано от первых иероглифов бывших уездов Далай (大赉) и Аньчан (安广).

## История
В 1905 году в этих местах был образован уезд Аньчан, а в 1913 году — уезд Далай. В марионеточном государстве Маньчжоу-го с 1934 года эти уезды вошли в состав провинции Лунцзян. В 1946 году они были объединены в уезд Лайчан, который вошёл в состав новообразованной провинции Ляобэй, в 1948 году разделены вновь и переданы в состав провинции Хэйлунцзян. В 1958 году они объединены в уезд Даань, возвращённый в состав провинции Гирин. 30 августа 1988 года уезд Даань был преобразован в городской уезд.

## Административное деление
Городской уезд Даань делится на 5 уличных комитетов, 10 посёлков, 7 волостей и 1 национальную волость.

## Соседние административные единицы
Городской уезд Даань граничит со следующими административными единицами:
- Район Таобэй (на западе)
- Городской уезд Таонань и уезд Тунъюй (на юго-западе)
- Уезд Чжэньлай (на севере)
- Городской округ Гирин (на востоке)